# Boxning vid olympiska sommarspelen 1924
Boxningen vid olympiska sommarspelen 1924 i Paris innehöll 8 olika viktklasser och var endast öppen för herrar. USA tog flest medaljer, och tvåa i medaljligan kom Storbritannien. 

## Medaljtabell
| Klass                     | Guld                            | Silver                          | Brons                          |
| Flugvikt Detaljer...      | Fidel La Barba · USA            | James McKenzie · Storbritannien | Raymond Fee · USA              |
| Bantamvikt Detaljer...    | William Smith · Sydafrika       | Salvatore Tripoli · USA         | Jean Ces · Frankrike           |
| Fjädervikt Detaljer...    | Jackie Fields · USA             | Joseph Salas · USA              | Pedro Quartucci · Argentina    |
| Lättvikt Detaljer...      | Hans Jacob Nielsen · Danmark    | Alfredo Copello · Argentina     | Frederick Boylstein · USA      |
| Weltervikt Detaljer...    | Jean Delarge · Belgien          | Héctor Méndez · Argentina       | Douglas Lewis · Kanada         |
| Mellanvikt Detaljer...    | Harry Mallin · Storbritannien   | John Elliott · Storbritannien   | Joseph Jules Beecken · Belgien |
| Lätt tungvikt Detaljer... | Harry Mitchell · Storbritannien | Thyge Petersen · Danmark        | Sverre Sørsdal · Norge         |
| Tungvikt Detaljer...      | Otto von Porat · Norge          | Søren Petersen · Danmark        | Alfredo Porzio · Argentina     |

## Medaljfördelning
| Medaljfördelning |                |      |        |       |        |
| Placering        | Nation         | Guld | Silver | Brons | Totalt |
| 1                | USA            | 2    | 2      | 2     | 6      |
| 2                | Storbritannien | 2    | 2      | 0     | 4      |
| 3                | Danmark        | 1    | 2      | 0     | 3      |
| 4                | Belgien        | 1    | 0      | 1     | 2      |
| 4                | Norge          | 1    | 0      | 1     | 2      |
| 6                | Sydafrika      | 1    | 0      | 0     | 1      |
| 7                | Argentina      | 0    | 2      | 2     | 4      |
| 8                | Kanada         | 0    | 0      | 1     | 1      |
| 8                | Frankrike      | 0    | 0      | 1     | 1      |